# روبستاون
روبستاون (بالإنجليزية: Robstown, Texas)‏ هي مدينة تقع في مقاطعة نويسيز، تكساس بولاية تكساس في شمال شرق الولايات المتحدة. تبلغ مساحة هذه المدينة 31.3 (كم²)، وترتفع عن سطح البحر 22 م، بلغ عدد سكانها 12,727 نسمة في عام 2000 حسب إحصاء مكتب تعداد الولايات المتحدة .

## التركيبة السكانية
حدّد مكتب تعداد الولايات المتحدة بيانات التركيبة السكانية لروبستاون في تعداد الولايات المتحدة. في ما يلي، التركيبة السكانية حسب تعدادي 2000 و2010.

### تعداد عام 2000
بلغ عدد سكان روبستاون 12,727 نسمة بحسب تعداد عام 2000، وبلغ عدد الأسر 3,644 أسرة وعدد العائلات 3,038 عائلة مقيمة في المدينة. في حين سجلت الكثافة السكانية 378.4 نسمة لكل كيلومتر مربع (980.1/ميل2). وبلغ عدد الوحدات السكنية 4,063 وحدة بمتوسط كثافة قدره 120.8 لكل كيلومتر مربع (312.9/ميل2).
وتوزع التركيب العرقي للمدينة بنسبة 66.97% من البيض و1.41% من الأمريكيين الأفارقة و0.60% من الأمريكيين الأصليين و0.15% من الأمريكيين ذوي الأصول الآسيوية و0.06% من سكان جزر المحيط الهادئ و27.12% من الأعراق الأخرى و3.69% من عرقين مختلطين أو أكثر و93.09% من الهسبانيون أو اللاتينيون من أي عرق.
بلغ عدد الأسر 3,644 أسرة كانت نسبة 53.4% منها لديها أطفال تحت سن الثامنة عشر تعيش معهم، وبلغت نسبة الأزواج القاطنين مع بعضهم البعض 53.1% من أصل المجموع الكلي للأسر، ونسبة 24.3% من الأسر كان لديها معيلات من الإناث دون وجود شريك،  بينما كانت نسبة 5.9% من الأسر لديها معيلون من الذكور دون وجود شريكة وكانت نسبة 16.6% من غير العائلات. تألفت نسبة 15.1% من أصل جميع الأسر من عدة أفراد يعيشون في نفس المنزل ونسبة 8.5% كانت تتألف من شخص يعيش بمفرده يبلغ من العمر 65 عاماً أو أكثر. وبلغ متوسط حجم الأسرة المعيشية 3.47، أما متوسط حجم العائلات فبلغ 3.85.
بلغ العمر الوسطي للسكان 29.3 عاماً. وكانت نسبة 33.5% من القاطنين تحت سن الثامنة عشر، وكانت نسبة 11.1% بين الثامنة عشر والرابعة والعشرين عاماً، ونسبة 25.5% كانت واقعةً في الفئة العمرية ما بين الخامسة والعشرين والرابعة والأربعين عاماً، ونسبة 18.2% كانت ما بين الخامسة والأربعين والرابعة والستين، ونسبة 11% كانت ضمن فئة الخامسة والستين عاماً فما فوق. يوجد لكل 100 أنثى 93.5 ذكر، ويوجد لكل 100 أنثى في الثامنة عشر من عمرها فما فوق 87.4 ذكر.
بلغ متوسط دخل الأسرة في المدينة 22,774 دولارًا، أما متوسط دخل العائلة فبلغ 25,576 دولارًا. وكان متوسط دخل الذكور 23,151 دولارًا مقابل 16,150 دولارًا للإناث. وسجل دخل الفرد الخاص بالمدينة 8,736 دولارًا. وكانت نسبة 30% من العائلات ونسبة 32.1% من السكان تحت خط الفقر، وكان من هؤلاء نسبة 43.5% تحت سن الثامنة عشر ونسبة 25.3% في الخامسة والستين من العمر وما فوق.

### تعداد عام 2010
بلغ عدد سكان روبستاون 11,487 نسمة بحسب تعداد عام 2010، وبلغ عدد الأسر 3,545 أسرة وعدد العائلات 2,820 عائلة مقيمة في المدينة. في حين سجلت الكثافة السكانية 341.6 نسمة لكل كيلومتر مربع (884.7/ميل2). وبلغ عدد الوحدات السكنية 4,067 وحدة بمتوسط كثافة قدره 120.9 لكل كيلومتر مربع (313.1/ميل2).
وتوزع التركيب العرقي للمدينة بنسبة 84.41% من البيض و1.58% من الأمريكيين الأفارقة و0.38% من الأمريكيين الأصليين و0.17% من الأمريكيين ذوي الأصول الآسيوية و0.03% من سكان جزر المحيط الهادئ و11.37% من الأعراق الأخرى و2.06% من عرقين مختلطين أو أكثر و93.60% من الهسبانيون أو اللاتينيون من أي عرق.
بلغ عدد الأسر 3,545 أسرة كانت نسبة 44.8% منها لديها أطفال تحت سن الثامنة عشر تعيش معهم، وبلغت نسبة الأزواج القاطنين مع بعضهم البعض 44.6% من أصل المجموع الكلي للأسر، ونسبة 27% من الأسر كان لديها معيلات من الإناث دون وجود شريك،  بينما كانت نسبة 8% من الأسر لديها معيلون من الذكور دون وجود شريكة وكانت نسبة 20.5% من غير العائلات. تألفت نسبة 17.6% من أصل جميع الأسر من عدة أفراد يعيشون في نفس المنزل ونسبة 7.7% كانت تتألف من شخص يعيش بمفرده يبلغ من العمر 65 عاماً أو أكثر. وبلغ متوسط حجم الأسرة المعيشية 3.21، أما متوسط حجم العائلات فبلغ 3.59.
بلغ العمر الوسطي للسكان 33.4 عاماً. وكانت نسبة 29.4% من القاطنين تحت سن الثامنة عشر، وكانت نسبة 10.5% بين الثامنة عشر والرابعة والعشرين عاماً، ونسبة 23.3% كانت واقعةً في الفئة العمرية ما بين الخامسة والعشرين والرابعة والأربعين عاماً، ونسبة 24.3% كانت ما بين الخامسة والأربعين والرابعة والستين، ونسبة 12.6% كانت ضمن فئة الخامسة والستين عاماً فما فوق. وتوزع التركيب الجنسي للسكان بنسبة 48.5% ذكور و51.5% إناث.

## أعلام
- جون ماجي
- إدي جاكسون

## وصلات خارجية
- The US50 - Cities and Towns in Texas State